# Kis-Balaton

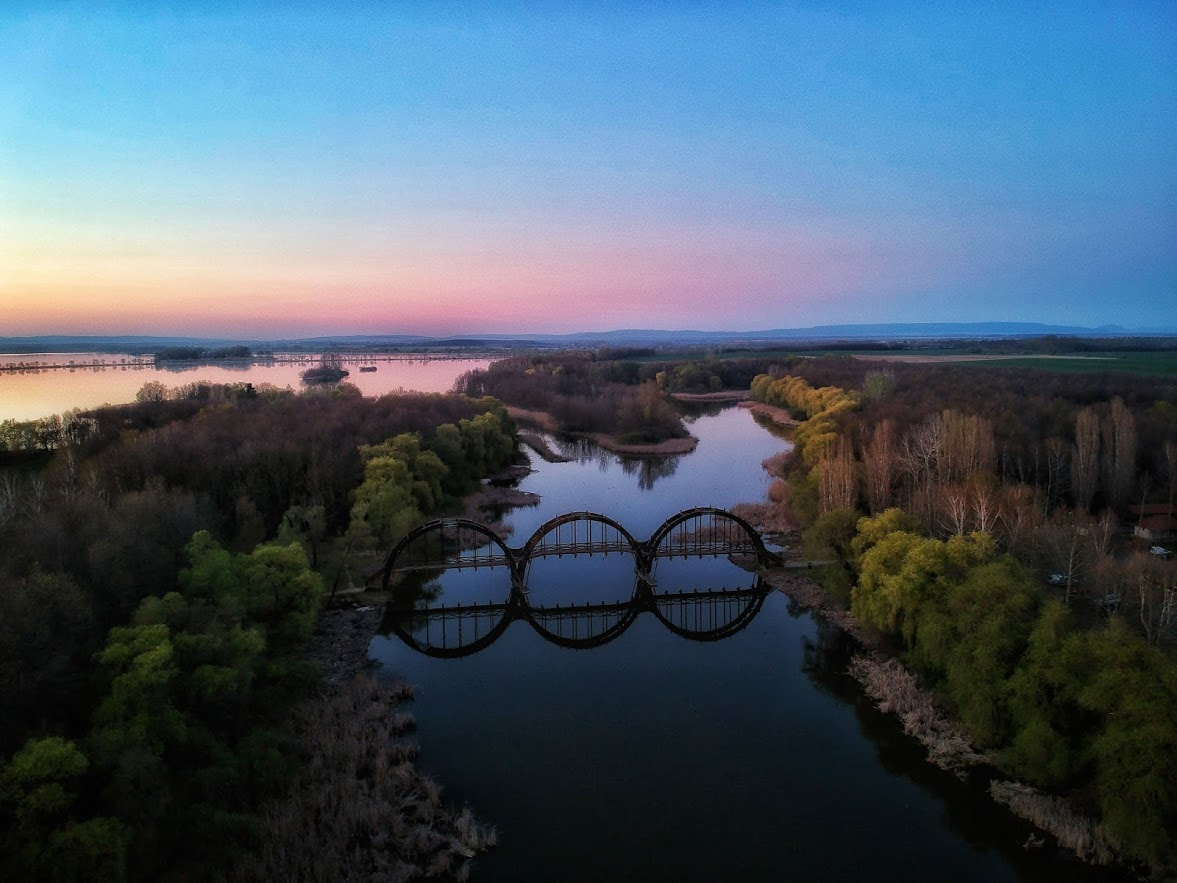
A Kis-Balaton

A Kis-Balaton  a Balatontól délnyugatra fekvő, természeti és kulturális értékekben gazdag tájegység, amelynek jelentős része védettséget élvez. A terület a Zala folyó torkolatvidéke, amely mindig mocsaras, jelentősen ingadozó vízszintjéről nevezetes vidék volt.

## Az élőhely története

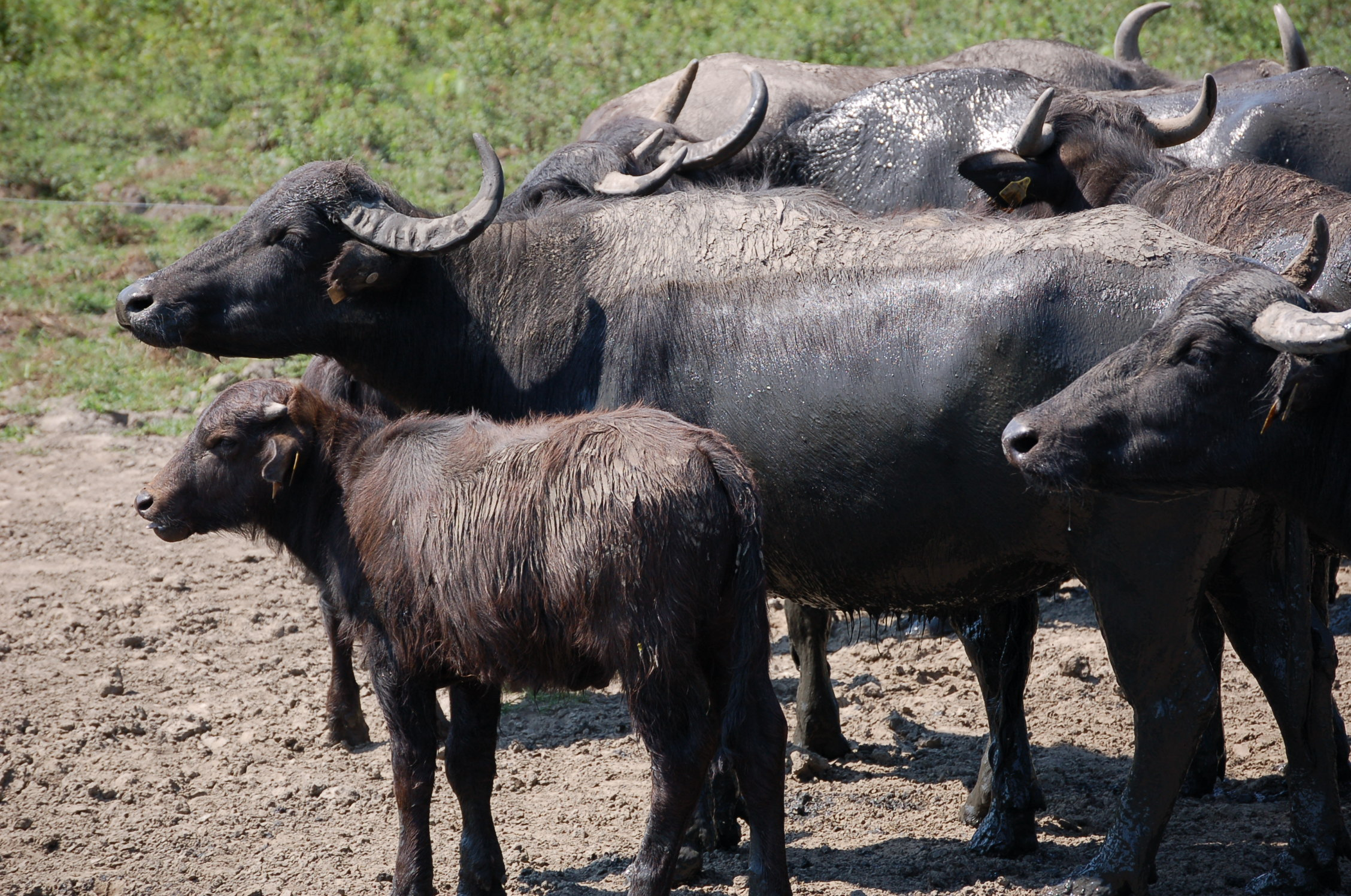
Bivalyok a Kápolnapusztai Bivalyrezervátumban

A 19. századig a Kis-Balaton tava egységet képezett a Balatonnal, a mai tó nyúlványa volt. A vízfelület komoly szerepet játszott abban, hogy a Zala lerakja hordalékát és szervesanyag-tartalmát, mielőtt a Balatonba ömlik. 
A 19. században azonban jelentős változások következtek be a térségben, amelyek a Kis-Balaton vízzel borított területeinek csökkenéséhez vezettek. A Balaton déli partján futó vasútvonal miatt komoly szabályozási munkákat végeztek, melyek következtében a tó vízszintje jelentősen csökkent. A 20. századtól a környék gazdálkodói is művelésre alkalmas területeket igyekeztek elhódítani a mocsárvilágtól lecsapolásokkal és mesterséges csatornák kialakításával, ami tovább csökkentette a vizes élőhelyek arányát. Mindeközben a mezőgazdasági termelés növekedése miatt fokozódott a területen a kémiai és biológiai szennyezés, kibocsátás.
A fenti folyamatok miatt a 20. század közepére a Kis-Balaton fokozatosan elvesztette „szűrő” funkcióját, aminek a Balaton fokozott és gyors vízminőségromlása lett a következménye. A nagy mennyiségű hordalékkal a tóba jutó tápanyagok ugyanis jelentős eutrofizációs folyamatokat eredményeztek, a Zala ugyanis már nem a Kis-Balaton mocsaras térségében, hanem a Keszthelyi-öbölben rakta le a hordalékát.
Ezért az 1970-es években a Nyugat-dunántúli Környezetvédelmi és Vízügyi Igazgatóság kidolgozott egy tervet a „Kis-Balaton Vízvédelmi Rendszer” kiépítésére, ami a Kis-Balaton újbóli mesterséges elárasztását, a mocsárvilág rehabilitációját foglalta magában.
A munka két ütemben valósult meg: az első ütem, a Hídvégi-tó kialakítása 1985-re, a második ütem, a Fenéki-tó elárasztása lényegében a 2000-es évek közepére készült el az Európai Unió támogatásával. A területen komoly védőgát és átemelő-rendszer valósult meg. A Zala vize tervezett módon kanyarog végig a területen.
A várakozásoknak megfelelően a mocsárvilág gyorsan regenerálódott, így a terület jelentős része pillanatnyilag fokozottan védett vizes élőhely, ahol jelentős mértékben korlátozott a turisták mozgása. A látogatás egyes területeken csak szervezett csoportokban, a Balaton-felvidéki Nemzeti Park szakembereinek vezetésével lehetséges.

## Kulturális örökség, védettség
A Kis-Balaton olyan jelentős élővilággal (növényzet, hal- és főleg madárvilág) rendelkezik, hogy a nemzetközi jelentőségű vadvizekről, főként a vízimadarak élőhelyéről született Rámszari egyezmény hatálya alatt áll 1979 óta.
1951-ben 1403 hektáros kiterjedéssel került be a természetvédelmi törzskönyvbe „Kis Balaton” néven. 1986-ban mintegy 150 km2-re bővült a védett terület, és ekkor kapta a Kis-Balaton Tájvédelmi Körzet nevet. 1997 óta a Balaton-felvidéki Nemzeti Park része.

## Látnivalók

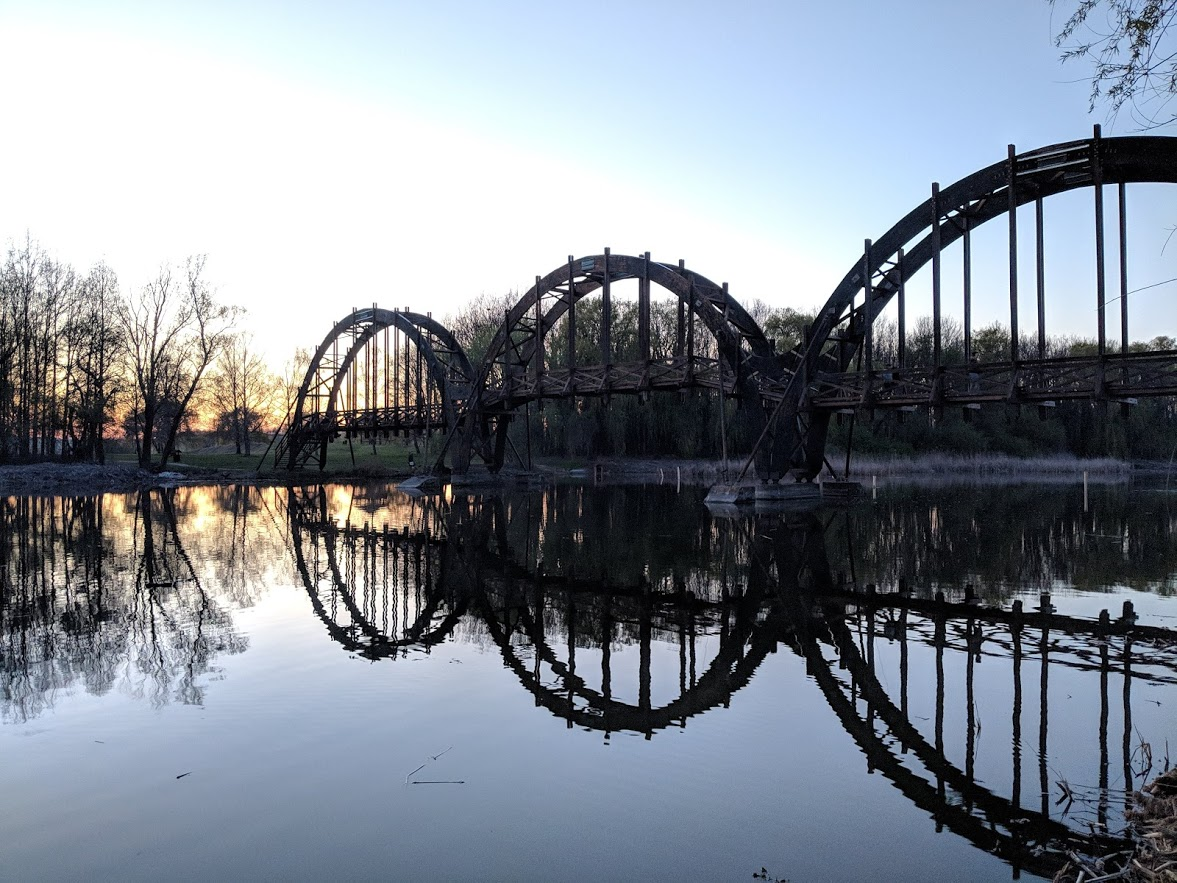
A Kányavári sziget hídja

- Nemzeti park, fokozottan védett terület (csak kísérővel látogatható)
- Kányavári sziget
- Kis-Balaton Bemutatóház, Zalavár
- Kis-Balaton Látogatóközpont és tanösvény, Keszthely / Fenékpuszta
- Vár és újjáépített Árpád-kori templom, Zalavár, Vár-sziget
- Cirill és Metód emlékoszlop, Zalavár
- Zalakarosi termálfürdő
- Kápolnapusztai Bivalyrezervátum, Balatonmagyaród
- Állatsimogató - Fenyvespuszta Archiválva 2012. január 11-i dátummal a Wayback Machine-ben
- Egykori szovjet MIG-29-es bázis és repülőtér, Sármellék
- Nádvilág, ritka növények: fehér tündérrózsa, vízidara
- Madárvilág: kócsagok, gémek, kárókatonák

Jelenleg is működő repülőtér Hévíz-Balaton airport,Sármellék 

## Művészeti megjelenítései
- A térségben játszódik Fekete István 1957-ben kiadott ifjúsági regénye a Tüskevár, amely még 2005-ben is egyike volt Magyarország 12 legnépszerűbb regényének.
- Itt forgatták 1956-ban Homoki Nagy István Cimborák – Nádi szélben című játékfilmbe burkolt természetfilmjét is.

## Képek

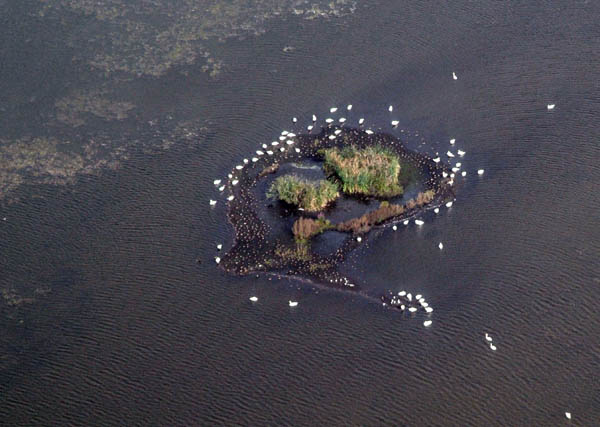
A Kis-Balaton madártávlatból
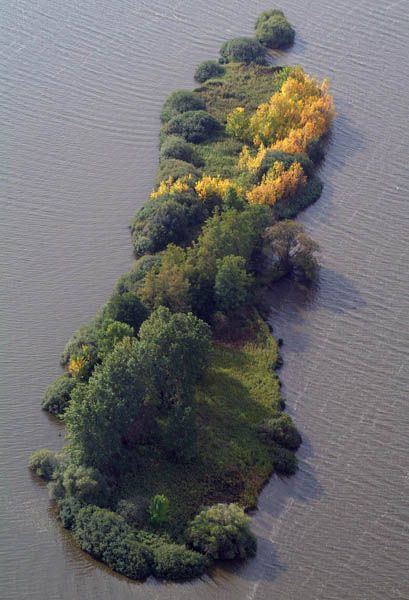
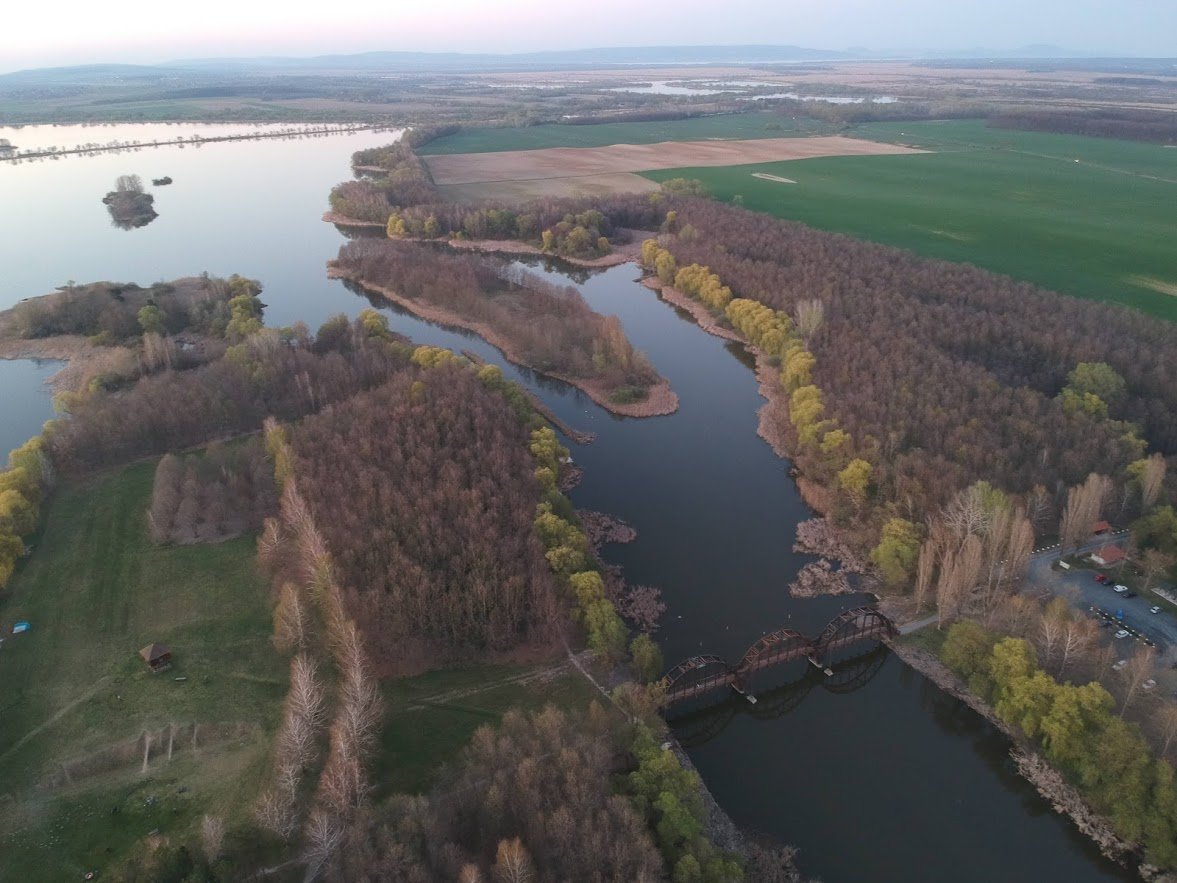
A Kányavári-híd a magasból
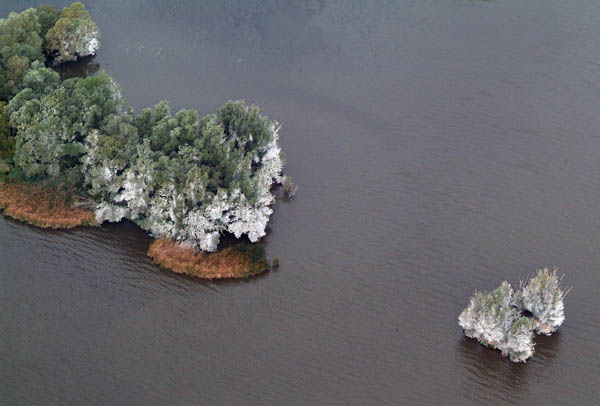
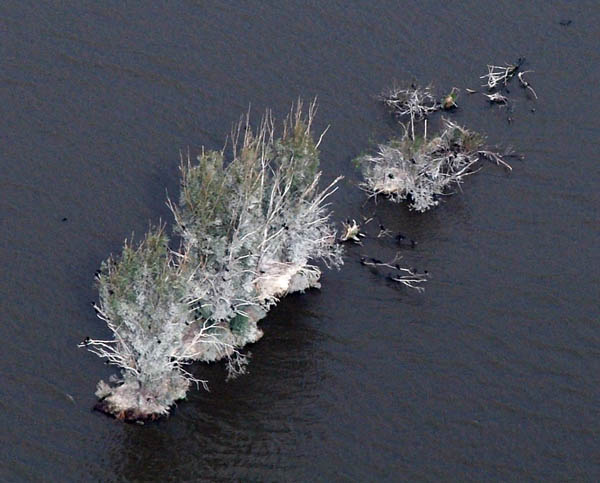
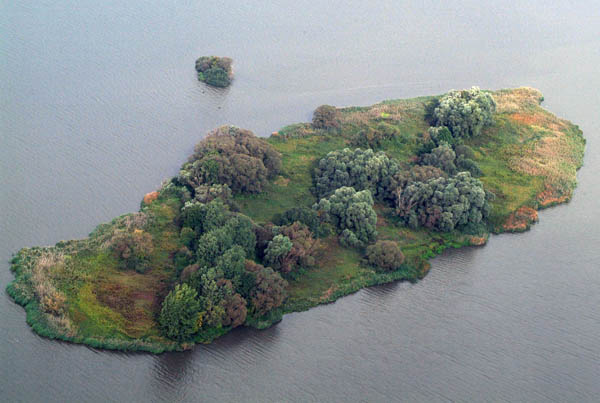
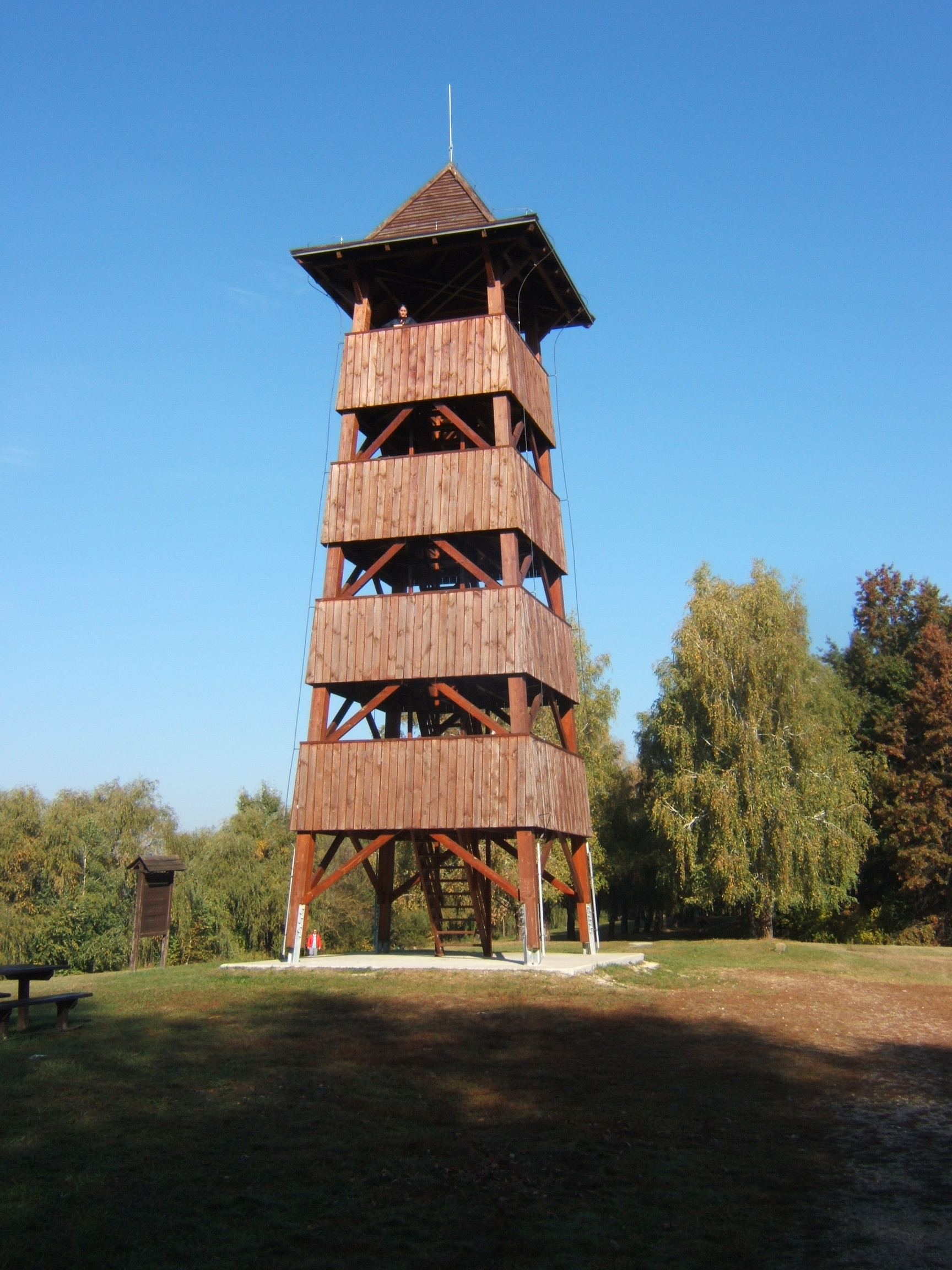
Kilátó a Kányavári-szigeten